# Hancock megye (Iowa)
Hancock megye az Amerikai Egyesült Államokban, azon belül Iowa államban található. Lakosainak száma 10 795 fő (2020. április 1.). Hancock megye Winnebago, Wright, Kossuth, Humboldt, Worth, Cerro Gordo és Franklin megyékkel határos.

## Népesség
A megye népessége az elmúlt években az alábbi módon változott:
| Lakosok száma | 11 306 | 11 277 | 11 168 | 11 094 | 10 974 | 10 795 |
|               | 2010   | 2011   | 2012   | 2013   | 2015   | 2020   |